# Pàvel Tregúbov
Pàvel Vladimirovitx Tregúbov (en rus: Павел Владимирович Трегубов); (nascut el 21 de desembre de 1971), és un jugador d'escacs rus, que té el títol de Gran Mestre des de 1994. Des de 2010 és el president de l'Association of Chess Professionals. El 2015 es va casar amb la GM russa i exCampiona del Món Aleksandra Kosteniuk.
A la llista d'Elo de la FIDE de l'abril de 2021, hi tenia un Elo de 2560 punts, cosa que en feia el jugador número 62 (en actiu) de Rússia. El seu màxim Elo va ser de 2658 punts, a la llista de juliol de 2008 (posició 64 al rànquing mundial).

## Resultats destacats en competició
El 1999 empatà als llocs 1r-3r (amb Simen Agdestein i Mikhaïl Gurévitx) a la 15a edició del fort Obert d'escacs de Cappelle-la-Grande.
En Tregubov va guanyar el Campionat d'Europa individual de 2000 a Saint-Vincent (Vall d'Aosta) amb 8 punts sobre 11 possibles. El 2004 fou sisè al prestigiós Aeroflot Open. El 2008 va guanyar la 4a edició de la Pivdenny Bank Chess Cup.
El 2012 empatà al primer lloc amb Iván Salgado al Torneig Internacional Forni di Sopra, a Forni di Sopra.
En Tregubov és un dels més destacats practicants de la variant Taimànov de la defensa siciliana.

## Partides notables
- Pavel Tregubov vs Rustam Kasimdzhanov, FIDE World Ch 2000, defensa eslava, variant txeca (D17), 1-0]
- Boris Kantsler vs Pavel Tregubov, EU Clubs Cup 2003, defensa siciliana, variant Alapin, Smith-Morra declinat (B22), 0-1]
- Pavel Tregubov vs Andrew Greet, EU Club Cup 2006, defensa índia de dama: Fianchetto, variant Nimzowitsch (E15), 1-0]